# BTR 813
,
Le BTR 813 un modèle d'automotrice électrique produit par le constructeur suisse Stadler Rail, faisant partie de la gamme Stadler FLIRT 3. C'est une automotrice bi-mode (électrique et thermique) pouvant être alimentée par caténaire via un pantographe ou grâce à des générateurs électriques Diesel embarqués.
Ces FLIRT bi-modes, initialement spécifiquement conçus par Stadler Rail pour la région autonome de la Vallée d'Aoste, ont été produits et commercialisés sous d'autres noms pour d'autres clients,,,.

## Histoire

### Genèse du projet

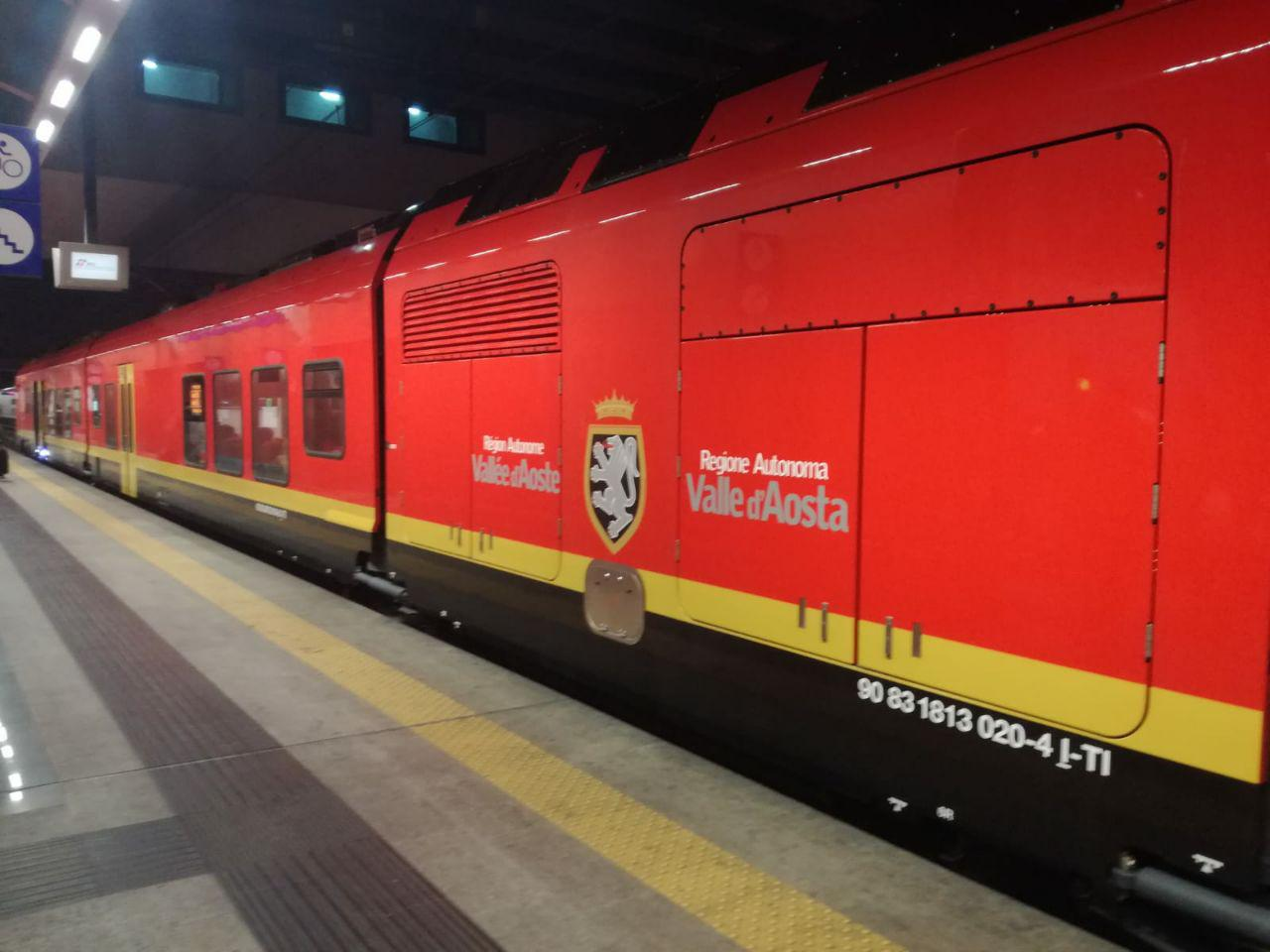
Voiture PowerPack contenant les générateurs.

La conception du FLIRT bi-mode par la société suisse Stadler Rail s'inscrit dans le cadre de l'appel d'offres de la région de la Vallée d'Aoste. Cette région désirait des trains de voyageurs capables de circuler à la fois sous caténaires, mais aussi sur les lignes non électrifiées grâce à des générateurs embarqués, afin de créer une liaison sans rupture de charge entre la gare d'Aoste et la gare de Turin-Porta-Nuova, évitant ainsi le transbordement de passagers à Ivrée ou Chivasso entre trains thermiques et électriques. La décision d'opter pour des trains bimodaux plutôt que pour l'électrification était principalement due aux difficultés considérables liées à l'électrification des nombreux tunnels de l'itinéraire, où il aurait fallu abaisser la plate-forme ferroviaire, ce qui, à certains endroits, aurait également nécessité la reconstruction des ponts adjacents aux tunnels, sur lesquels l'abaissement n'était pas possible ; ces travaux, qui auraient coûté très cher, auraient entraîné la fermeture prolongée de plusieurs tronçons de la ligne et, une fois achevés, n'auraient pas eu d'incidence sur les temps de parcours, puisque les limitations de vitesse et les exigences de franchissement typiques d'une ligne à voie unique seraient restées en vigueur, et que certains tronçons auraient été grevés par les caractéristiques typiques d'un chemin de fer de montagne (faibles rayons de courbure, absence de lignes droites permettant d'atteindre et de maintenir des vitesses élevées, tunnels de petite section dans lesquels l'air est comprimé par l'entrée du train). Tout chantier ultérieur de doublement de voie - partiel ou total - aurait alors facilement nécessité la reconstruction de l'électrification réalisée jusqu'alors.
Après deux appels d'offres sans succès de la Vallée d'Aoste, imputables en partie par la nécessité d'un produit très spécifique permettant difficilement aux constructeurs de réaliser des économies d'échelle afin de proposer un prix supportable pour la région, un appel d'offres a fini par être remporté en 2015 par Stadler Rail pour une première tranche ferme de 5 trains et une deuxième tranche conditionnelle de 5 autres trains en option. La livraison des premiers trains était prévue pour le mois de mai 2018.
En tant que nouveau modèle de train sur le territoire italien, le FLIRT bi-mode a nécessité une homologation par l'ANSF pour être autorisé à circuler sur le réseau ferré italien. Chaque unité doit donc recevoir la conformité ANSF au type de modèle autorisé, être inscrit au Registre National d'Enregistrement (RIN), afin de pouvoir enfin obtenir une autorisation de circulation de la part de RFI.

### Construction et mise en service
Bien que la construction des cinq trains ait été achevée à temps (le premier train a été terminé en juin 2017, le dernier en mars 2018), les procédures d'approbation par l'ANSF avec Italcertifer puis s'est avérée nettement plus longue que se sont avérées plus longues que prévu, notamment en raison de modifications de la réglementation par rapport à la date d'attribution de l'offre et du nouveau type de train bi-mode.
En octobre 2018, le BTR 813 a été engagé dans des essais de jour autonomes sur certaines lignes de Toscane,.
L'autorisation de mise en service provisoire pour ce modèle de train, pour des circulations en unité simple, a été délivrée à la fin du mois de mai 2019 suivie par la délivrance certificats de conformité au modèle autorisé pour chaque train spécifique.
En août 2019, la mise en service des premiers trains bi-modaux entre Aoste et Turin était prévue pour l'automne de la même année.
Le 28 août 2019, le premier train a été livré au dépôt de Turin Smistamento, tracté par la locomotive FS E.632.016, où des essais ont commencé. Au cours du mois de septembre 2019, la rame BTR 813.004 a été circulé sans voyageurs dans la région de Turin. Un premier voyage test a eu lieu le 26 septembre 2019 entre Turin et Aoste avec uniquement des techniciens de conduite et de maintenance à bord,, alors que la presse avait annoncé que des responsables de la région de la Vallée d'Aoste et de Trenitalia seraient également présents dans le train,.

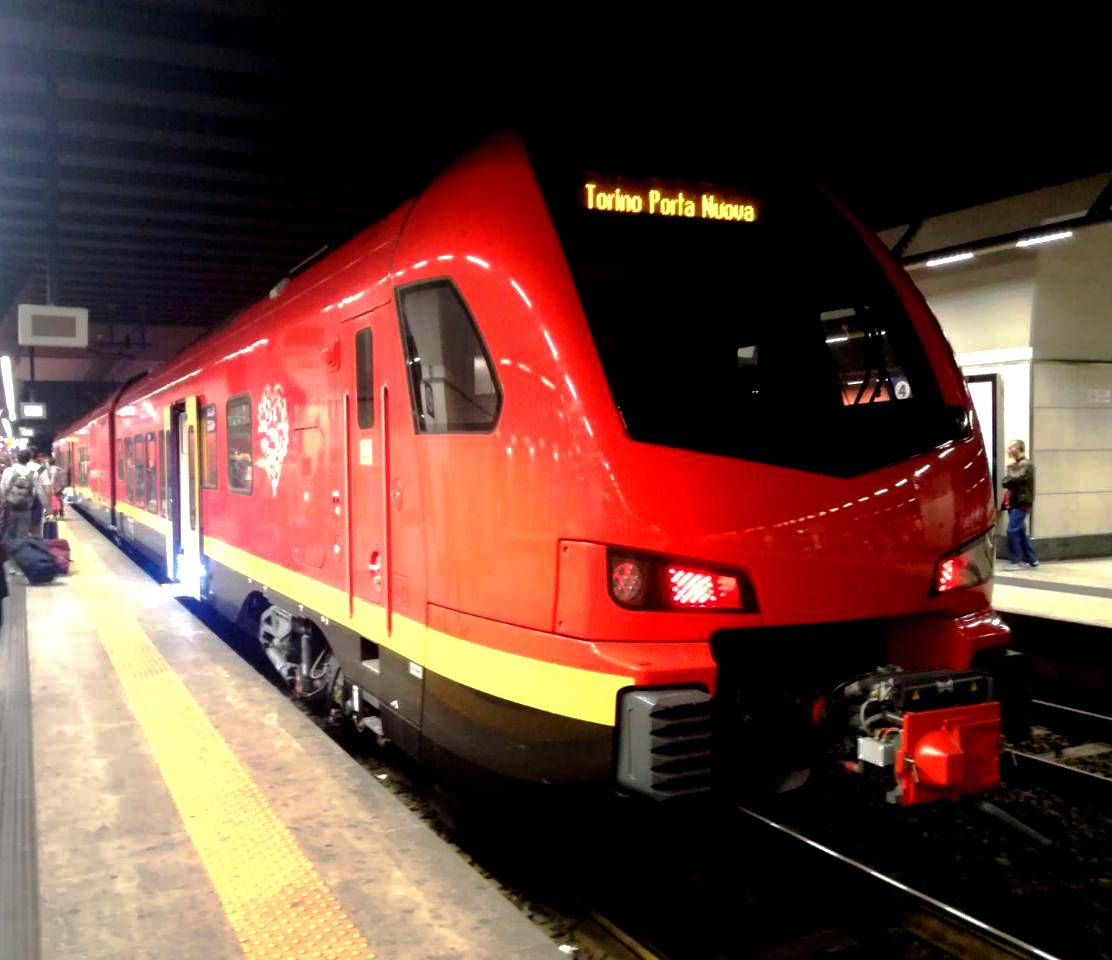
BTR 813 à Turin-Porta-Susa pour son premier jour de service le 6 10 2019.

La mise en service des deux premiers BTR 813 a lieu le 6 octobre 2019 (trains 004 et 005). Ils assurent neuf allers-retours quotidiens entre Aoste et Turin-Porta-Nuova. À partir du 11 octobre, trois BTR 813 sont en service sur la ligne Aoste-Turin.
En attendant la sortie de l'autorisation de mise en service pour la dernière rame (002) et la mise en service effective des 5 trains, y compris en unité double pour les besoins des heures de pointe, il est prévu que les BTR 813 effectuent 4 allers-retours quotidiens jusqu'au changement d'horaire suivant. L'autorisation de mise en service du dernier train est ensuite délivrée le 12 décembre.
Fin décembre 2019, le conseiller Bertschy annonce attendre l'autorisation d'exploitation des BTR 813 en unité double par la nouvelle agence de sécurité ANSFISA, qui devait être délivrée au début de l'année 2020.
À partir de mars 2020, il est prévu de maintenir le service des trains bi-modes heures creuses jusqu'au changement d'horaire du 13 juin 2020 en attendant l'autorisation d'utilisation en unité double. Cette situation s'est prolongée quelques semaines puisque l'autorisation finale de mise en service du BTR 813 en unité double a finalement été délivrée le 24 juillet 2020.

### Commandes supplémentaires
Fin août 2020, il est annoncé que 4 autres trains bi-modaux seront mis en service d'ici l'année 2022. Néanmoins, en septembre 2020, il est annoncé sur le site du constructeur Hitachi Rail qu'un contrat pour 4 trains bi-modes Hitachi Blues a été signé avec la région de la Vallée d'Aoste. À la fin du mois de janvier 2021, l'opération est confirmée par Trenitalia ; il est également probable que ces trains ne puissent pas être utilisés avec les BTR 813 de Stadler en unité multiple.
En mars 2021, l'achat de 3 BTR 813 via la tranche optionnelle du contrat de 2015 est approuvé à travers les financements régionaux de la Vallée d'Aoste pour la période 2021-2023,,,. Le plus grand nombre de BTR 813 disponibles doit permettre de réaliser toutes les liaisons Regionale Veloce entre Turin et Aoste sans rupture de charge, et/ou de réaliser un plus grand nombre de trains en double composition.

## Description

### Généralités

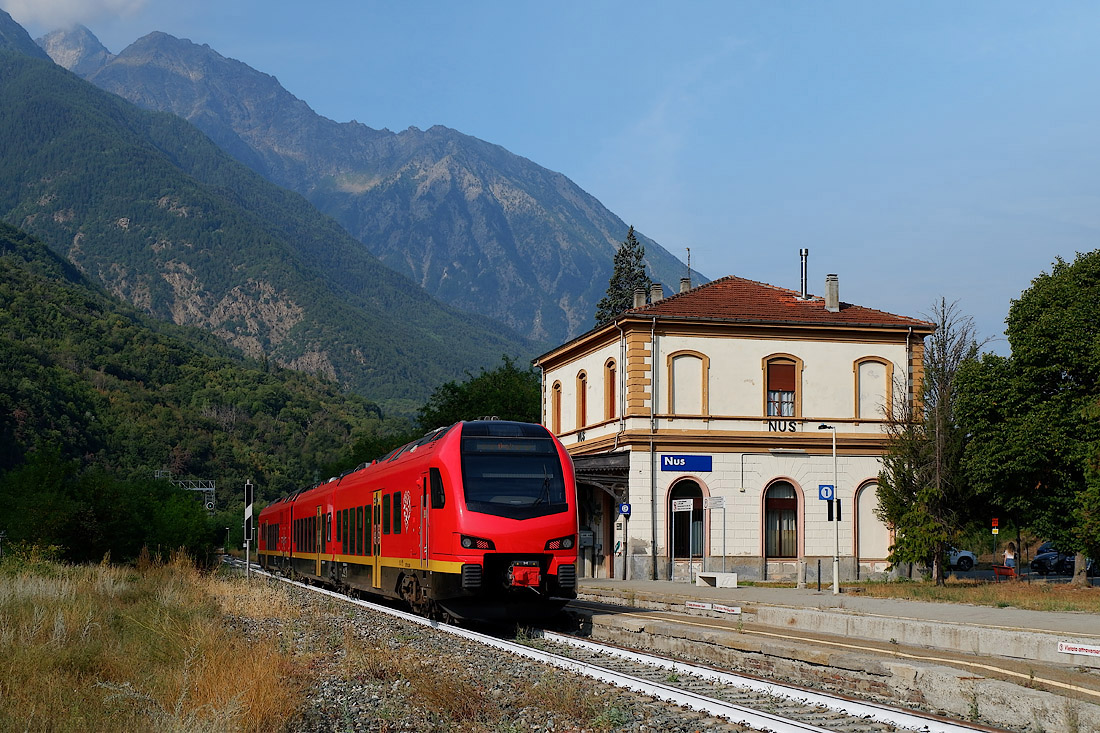
Rame en gare de Nus.

Cette série de trains fait partie de la famille FLIRT 3 et est la première de la famille à être produite en version BMU, résultant d'une intégration entre les modèles FLIRT EMU (alimentation électrique par caténaire) et DMU (alimentation électrique par génératrice thermique à base de moteur Diesel).
Ce train, réversible comme la plupart des rames automotrices, a une composition indéformable de 4 voitures reliées entre elles par des bogies jacobs avec une traction répartie sur les bogies motorisés en tête et en queue. Les voitures d'extrémité sont chacune équipées d'une cabine de conduite. L'une des deux voitures centrales est plus courte et contient exclusivement les moteurs Diesel et alternateurs couplés. Cette voiture s'appelle le module « PowerPack » et dispose d'un couloir central qui peut être traversé pour assurer une continuité de circulation à travers le train pour les voyageurs.

### Caractéristiques techniques
Comme tout engin Diesel, les BTR 813 ont la capacité de circuler sur toutes les lignes du réseau ferré italien à écartement standard, qu'elles soient électrifiées ou non. Cependant, par rapport à un engin diesel, ils ont l'avantage de pouvoir utiliser le mode de traction électrique sur les lignes électrifiées en 3 000 V continu. Sur les lignes non électrifiées, deux moteurs Diesel de 8 cylindres chacun assurent la production d'électricité pour alimenter les moteurs électriques situés sur les bogies d'extrémité. Le train est conçu de manière à pouvoir y ajouter deux voitures à sa composition ainsi que deux moteurs Diesel supplémentaires afin d'augmenter sa capacité.
Les BTR 813 sont équipés des systèmes de sécurité SCMT (utilisé entre Turin et Ivrée) et SSC (utilisé entre Ivrée et Aoste),.

### Intérieur

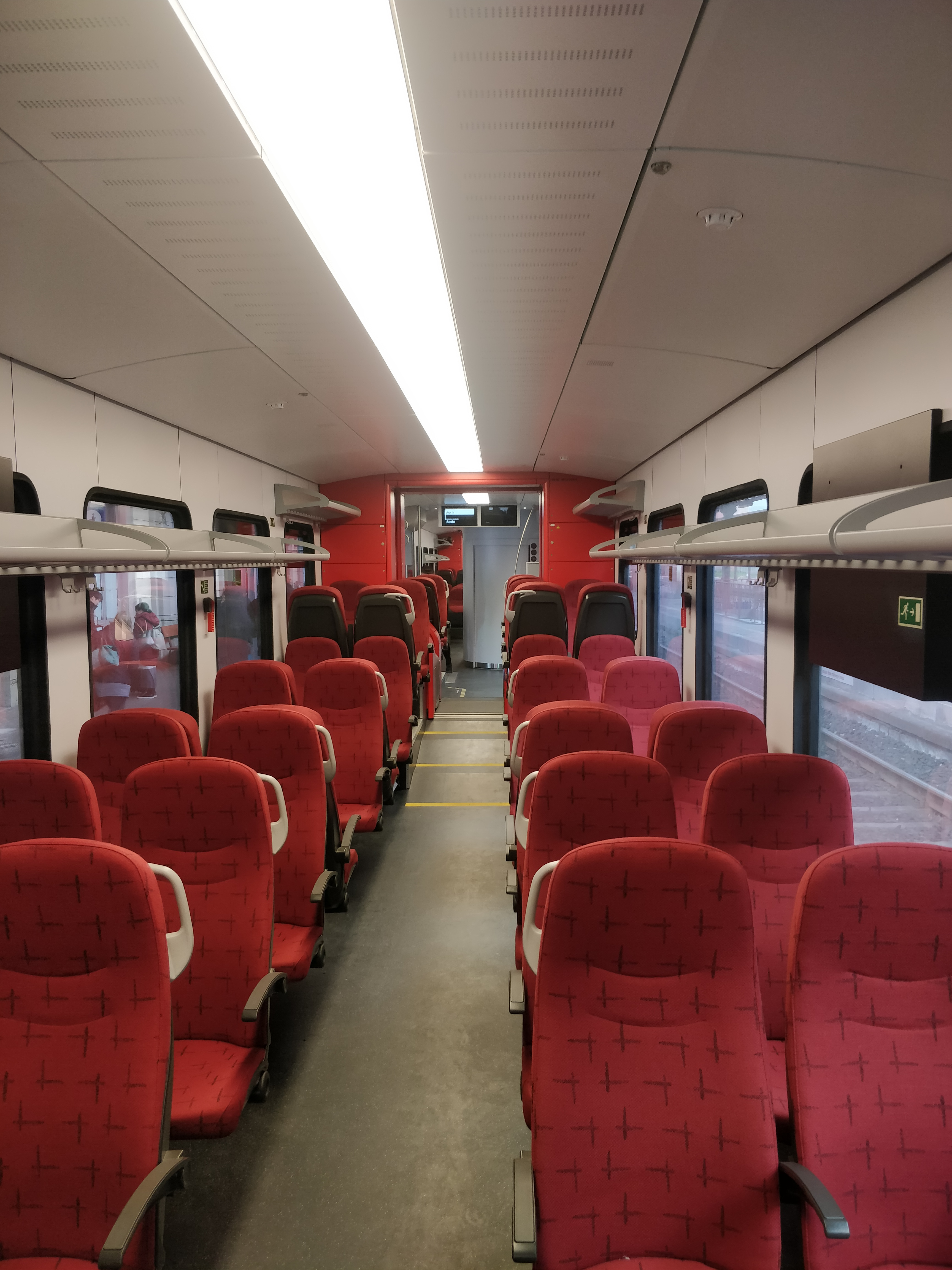
Intérieur d'une voiture voyageurs d'un BTR 813.

L'aménagement intérieur des trains BTR 813 correspond à celui de la famille Stadler FLIRT. Ces rames peuvent accueillir jusqu'à 175 personnes assises grâce à 159 sièges et 16 strapontins.
Les voitures sont équipées de planchers bas accessibles aux personnes à mobilité réduite ainsi que d'espaces destinés à l'accueil de ces personnes handicapées. On y trouve à la fois des sièges classiques et des strapontins dans les couloirs les plus étroits. Des espaces sont disponibles au-dessus des sièges afin d'y déposer d'éventuelles valises et autres sacs ou bagages. Les voitures voyageurs sont équipées d'une climatisation distincte des postes de conduite et éclairées à l'aide de diodes électroluminescentes. Au centre du train se situe une pièce d'eau avec un lavabo et des toilettes. Les portes s'ouvrent sur commande grâce à des boutons et sont équipées de comble-lacunes pour combler l'espace entre le train et le quai.
L'information pour les voyageurs est assurée dans le train par des écrans à cristaux liquides qui indiquent le numéro du train, la gare de destination et le prochain arrêt. Des annonces vocales sont également diffusées à bord au fil du trajet. En raison du bilinguisme présent dans la Vallée d'Aoste, tous les annonces et informations sont présentes en Italien comme en Français.

### Extérieur
Extérieurement, des écrans affichent la gare de destination ainsi que la gare en cours de desserte. L'ensemble du train est équipé de caméras de vidéosurveillance.
La livrée est caractérisée par les couleurs de la région de la Vallée d'Aoste, à savoir le rouge avec une ligne noire sur le bas des voitures. Le rouge et le noir sont séparés par une bande dorée que l'on retrouve également sur les portes. La voiture « PowerPack » présente les armoiries de la région en Italien et en Français, toujours en raison du bilinguisme. À l'intérieur aussi, le rouge prévaut sur les sièges, le noir sur le sol et le doré pour les rayures qui indiquent. Le noir, le doré et le blanc sont également dominantes dans la charte graphique utilisée pour les annonces sur les écrans dans le train.

## Service
Le BTR 813 est entré officiellement en service le 6 octobre 2019. Depuis ce jour, des relations directes ont été établies entre les gares de Turin-Porta-Nuova et Aoste. En attendant le changement d'horaire suivant, seuls 2 trains étaient en service à la fois et assuraient 4 allers-retours quotidiens sur la ligne.
Avec l'entrée en vigueur le 15 décembre 2019 de l'horaire d'hiver 2019/2020, contrairement à ce qui était prévu, le BTR 813 utilisé pour les relations directes entre Turin et Aoste continue de changer de numérotation à Ivrée, où le temps d'arrêt en gare n'est pas encore réduit par rapport au trajet avec rupture de charge. De même, à Chivasso, le temps de rebroussement est censé être réduit de 12 minutes à 4 minutes. Pour toutes ces raisons, le temps de trajet entre Turin et Aoste échoue à passer sous la barre des 2 heures dans un premier temps.
Avec l'entrée en vigueur le 13 décembre 2020 de l'horaire d'hiver 2020/2021, les réductions de temps de trajet susmentionnées sont appliquées, conduisant à un temps de trajet entre Turin et Aoste sous les 2 heures prévu pour les 20 liaisons quotidiennes effectuées par le BTR 813,,.